# Hameau de la Sainte-Colombe
Le hameau de la Sainte-Colombe se répartit entre deux villes des Yvelines, Bazemont et Aubergenville. Il est le plus souvent appelé simplement Sainte-Colombe.
Il se trouve de fait dans le canton d'Aubergenville et l'arrondissement de Mantes-la-Jolie.
Le hameau se trouve au nord de Bazemont et au sud d'Aubergenville, en bordure de la forêt des Alluets-le-Roi.
Ce hameau est quasi exclusivement résidentiel. Il est séparé de la commune de Bazemont par la Rouase, petite rivière affluent de la Mauldre.
Le hameau est marqué par la présence d'un château à tour, non loin d'une chapelle circulaire.